# Chèvre des fossés
La chèvre des fossés, appelée aussi chèvre commune de l'Ouest ou chèvre des talus, est une race caprine française originaire des rives de la Manche. La principale qualité de cette race est sa capacité à débroussailler et valoriser les ligneux, et donc à entretenir certains espaces naturels dans le cadre de l'écopastoralisme. Elle est reconnue officiellement depuis 2005. 

## Origine

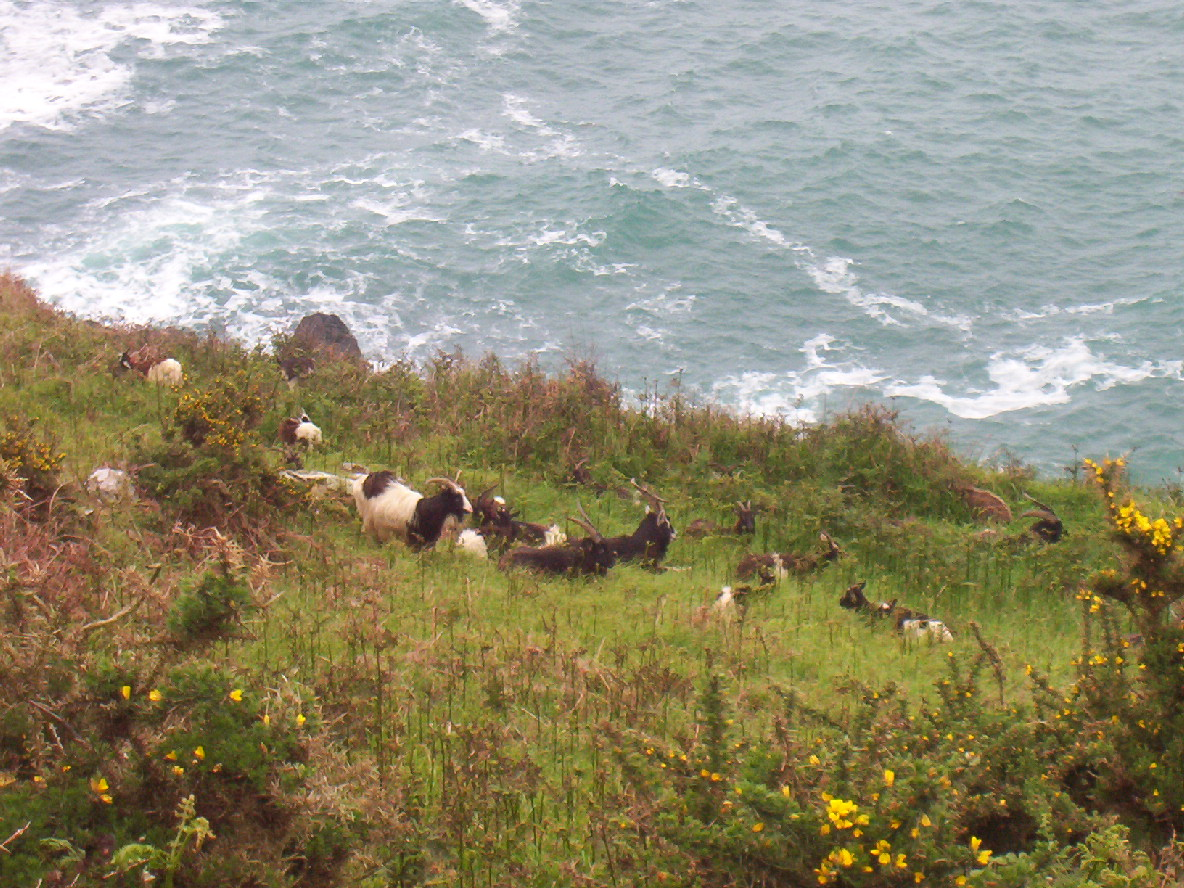
Chèvres Sauvages de la Hague.

C'est la chèvre commune du Nord-Ouest de la France. Elle provient des régions limitrophes du rivage de la Manche. C'était autrefois la chèvre des plus démunis qui en tiraient de quoi survivre en la faisant pâturer sur le bord des talus et fossés qu'elle contribuait à entretenir, souvent attachée à un piquet ou gardée par les enfants. Elle valorisait donc un espace inculte tout en le maintenant propre. C'était ainsi typiquement la « vache du pauvre », qui permettait à ses détenteurs, qui n'avaient parfois pas de terres à eux, de produire lait, fromage, viande et peau.
Cette chèvre à la robe de couleur variable et aux poils longs a ensuite pendant longtemps demeuré dans sa région sans qu'on s'y intéresse vraiment. Un troupeau sauvage s'est même constitué dans les années 1970 à la Hague à partir d'animaux lâchés, et il est toujours présent sur le site. 
Le regain d'intérêt pour la race ne date que des années 1990. Les démarches de sauvegarde de cette chèvre datent de cette décennie, quand les premières opérations de recensement des derniers animaux sont lancées. En 2006, on compte environ 515 animaux dans 96 élevages, alors qu'il n'y en restait moins de 100 en 1999.
En 2005, le ministère de l'Agriculture reconnait officiellement la race sous le code race 44.

## Morphologie
De taille moyenne à petite, elle porte une robe de couleur variable, souvent un mélange de poils blancs, gris, noirs et brun. En effet son phénotype n'a jamais été réellement standardisé. Les poils sont longs et pendants. Elle porte des cornes de section triangulaire plus ou moins aplaties. Ses oreilles sont petites et fines, dressées sur la tête.

## Aptitudes
Elle était traditionnellement élevée pour son lait, parfois transformé en fromage. Peu productive, elle est aujourd'hui surtout utilisée pour débroussailler. En effet, elle a de très bonnes aptitudes pour valoriser les ligneux, et s'attaque volontiers aux broussailles. En fait on ne dispose pas réellement de références sur sa production laitière qui n'a jamais été contrôlée sur un nombre satisfaisant d'animaux.

## Élevage
La chèvre des fossés est souvent élevée par des amateurs passionnés, qui utilisent cet animal docile et familier principalement pour débroussailler et entretenir de petits parcs. Leur but est surtout de conserver la race. La chèvre des fossés peut également trouver sa place dans l'entretien d'écosystèmes protégés et de divers espaces naturels à l'abandon, puisqu'elle consomme les broussailles et divers arbustes. Par ailleurs, certains éleveurs commencent à développer une production agricole plus conventionnelle, par la production de lait transformé en fromages fermiers vendus directement à la ferme, et la vente de chevreaux lourds et légers.

## Sauvegarde

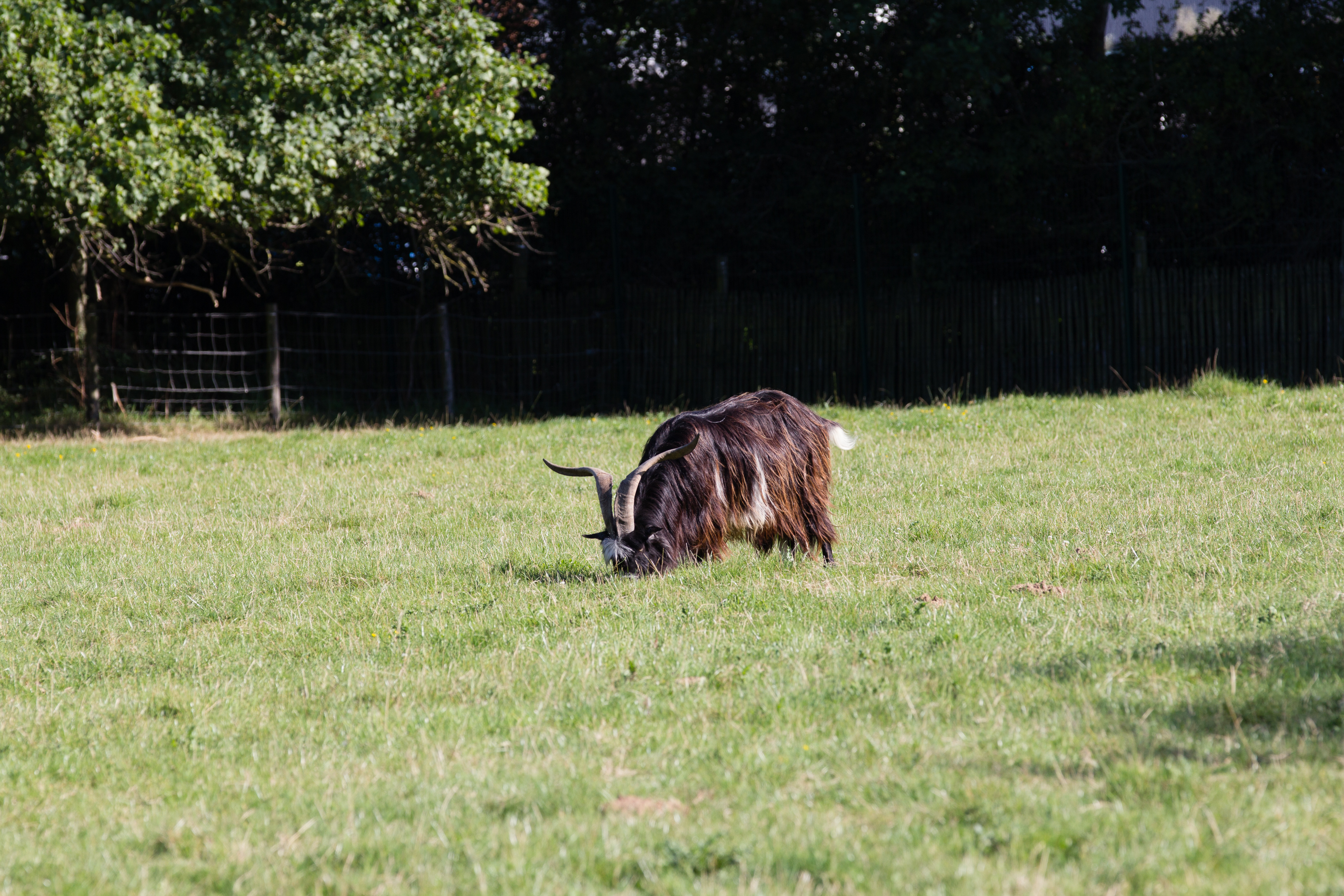
Bouc des fossés à l'écomusée de la Bintinais à Rennes.

Le programme de sélection de la chèvre des fossés n'a débuté que récemment, quand l'institut de l'élevage a entamé le recensement des animaux de la race dans les années 1990. Il est rapidement aidé dans cette action par diverses organisations locales, parmi lesquelles on retrouve notamment l'écomusée de la Bintinais à Rennes, l'Arche de la nature du Mans ou le Conservatoire du littoral. Les inventaires sont depuis renouvelés annuellement, et ont permis de retrouver un certain nombre d'animaux. Il faut dire que l'on est dans une région où la production caprine n'est pas du tout développée, et les animaux retrouvés sont souvent de race pure, car non croisés avec les races plus productives qui ne se sont jamais implantées sérieusement dans la région. Tous ces efforts ont conduit en 2005 à la reconnaissance officielle de la race par le ministère de l'Agriculture. En 2008 est créée l'association de sauvegarde et de promotion de la chèvre des fossés, rassemblant des passionnés et qui joue depuis un rôle important dans la sauvegarde et la promotion de la race.

## Diffusion
La chèvre des fossés se trouve toujours aujourd'hui principalement dans sa région d'origine, le nord-ouest de la France.